# (73273) 2002 JZ51
(73273) 2002 JZ51 – planetoida z pasa głównego asteroid okrążająca Słońce w ciągu 4,14 lat w średniej odległości 2,58 j.a. Odkryta 9 maja 2002 roku.